# Leif Larsson (fotbollsspelare)
Leif Evert Larsson, född 10 december 1921 i Carl Johans församling i Göteborg, död 8 september 1975 i Biskopsgården i samma stad, var en svensk fotbollsspelare och som blev skyttekung i Allsvenskan 1943/44.

## Fotbollskarriär
Larsson spelade under sin fotbollskarriär på högre nivå i både IFK Göteborg, där han 1941/42 blev svensk mästare, och Gais. Säsongen 1943/44 blev han dessutom hela Allsvenskans skyttekung med 19 gjorda mål. Från år 1950 till 1954 spelade Larsson i en lägre serie med Vårgårda IK.
Trots sin skytteligaseger fick Larsson aldrig göra någon landskamp.

## Meriter

### I klubblag
IFK Göteborg
- Svensk mästare (1): 1941/42

### Individuellt
- Skyttekung i Allsvenskan 1943/44, 19 mål